# Hylobittacus apicalis
Hylobittacus apicalis is een schorpioenvliegachtige uit de familie van de hangvliegen (Bittacidae). De wetenschappelijke naam van de soort is voor het eerst geldig gepubliceerd door Hagen in 1861.
De soort komt voor in de Verenigde Staten.